# De Havilland Okapi
De Havilland DH.14 Okapi – brytyjski samolot bombowy i pocztowy.

## Historia
W 1918 roku dowództwo lotnictwa brytyjskiego w wytwórni lotniczej Aircraft Manufacturing Company Limited złożyło zamówienie na budowę samolotu bombowego, który miał zastąpić samoloty bombowe DH.4 i DH.9. Zamówiono trzy prototypy samolotu, którego konstruktorem był Geoffrey de Havilland. Samolot otrzymał oznaczenie fabryczne DH.14 oraz oznaczenie wojskowe Okapi.  
Konstrukcja samolotu została oparta na samolocie DH.9 i była to jego powiększona wersja, przy czym zastosowano w nim silnik o większej mocy. Koniec I wojny światowej spowodował, że budowę prototypów wstrzymano. Upadek firmy Airco spowodował dalsze opóźnienia, lecz ich budowę przejęła wytwórnia de Havilland Aircraft Company Ltd., która ukończyła budowę dwóch prototypów w wersji wojskowej. Pierwszy prototyp DH.14 był gotowy 29 września 1920 roku. Natomiast trzeci prototyp wyposażony w silnik Napier Lion, został sprzedany australijskiemu pilotowi S. Cottonowi, który zamierzał dokonać na nim lotu z Wielkiej Brytanii do Australii. Ten prototyp otrzymał oznaczenie DH.14A, był on trzymiejscowym samolotem pocztowym. 
Po przeprowadzeniu badań w locie samolotów w wersji wojskowej, lotnictwo brytyjskie ostatecznie wycofało się z ich zakupu w 1922 roku. Ostatecznie zakończono wtedy dalsze prace nad tym samolotem. Ostatecznie zbudowano dwa prototypy samolotu w wersji wojskowej DH.14 Okapi i jeden w wersji samolotu pocztowego DH.14A.

## Użycie w lotnictwie
Prototypy samolotów DH.14 były używane w lotnictwie brytyjskim do lotów testowych i próbnych. Pierwszy uległ rozbiciu w dniu 10 lutego 1922 roku, a jego załoga zginęła; drugi  został rozbity w kwietniu 1922 roku.
Trzeci prototyp DH.14A zakupiony przez australijskiego pilota S. Cottona, początkowo miał wykonać lot z Wielkiej Brytanii do Australii – jako pierwszy w historii lotnictwa. Z uwagi jednak na przeciągającą się jego budowę, nie udało się tego zrealizować, gdyż taki lot samolotem Vickers Vimy w dniach 12 listopad – 10 grudnia 1919 roku wykonali bracia Ross i Keith Smith. Wtedy to zdecydowano, że samolot ten wykona lot z Wielkiej Brytanii do Kapsztadu. Do tego lotu wyruszył 4 lutego 1920 roku z załogą w składzie: S. Cotton – pilot i W.A. Townsend – mechanik (inżynier z zakładów Napier). W dniu 23 lutego z powodu złych warunków atmosferycznych samolot musiał przymusowo lądować w odległości 30 km na północny wschód od Mesyny, ulegając uszkodzeniu. Samolot naprawiono, powrócił do Wielkiej Brytanii i wziął jeszcze udział w zawodach Aerial Derby w 1920 roku, których jednak nie ukończył. W dniu 16 kwietnia 1921 roku został przekazany lotnictwu brytyjskiemu, gdzie służył jako samolot porównawczy dla samolotów DH.14. 

## Opis techniczny
Samolot DH.14 był dwupłatem o konstrukcji drewnianej, kratownicowej, kryty płótnem. W przedniej części kadłuba umieszczono silnik, za nim były kabiny załogi: pilota, a za nim strzelca pokładowego. Za kabinami załogi znajdowały się dwie komory bombowe. Podwozie było stałe, składało się z kół i płozy ogonowej. W wersji DH.14A przednie podwozie składało się z dwóch par kół połączonych wózkiem.
Napęd stanowiły silnik w układzie V, 12-cylindrowy, chłodzony cieczą. 
Samolot w wersji wojskowej DH.14 miał uzbrojenie obronne w postaci stałego karabinu maszynowego Vickers kal. 7,7 mm zsynchronizowanego z obrotami śmigła, umieszczonego na stanowisku pilota i przez niego obsługiwany oraz ruchome sprzężone dwa karabiny Lewis na obrotnicy Scraffa umieszczone na stanowisku strzelca. Posiadał dwie komory bombowe, w których mogło być umieszczone 6 bomb lotniczych o masie 51 kg każda. Samolot DH.14A nie posiadał uzbrojenia, a w miejsce komór bombowych umieszczono trzecią kabinę.